# Marsha Hunt (actriz nacida en 1946)
Marsha Hunt (nacida el 15 de abril de 1946) es una actriz, novelista, cantante y modelo retirada estadounidense, que ha vivido principalmente en Gran Bretaña e Irlanda. Alcanzó fama nacional cuando apareció en Londres interpretando a Dionne en el musical rock Hair, que estuvo en cartelera durante mucho tiempo. Tuvo relaciones con Marc Bolan y Mick Jagger, quien es el padre de su única hija, Karis Jagger.
Hunt ha escrito tres novelas y tres autobiografías, que incluyen un relato sincero de su vida como paciente de cáncer de mama.

## Primeros años
Hunt nació en Filadelfia en 1946 y vivió en el norte de Filadelfia, cerca de la calle 23 y Columbia, y luego en Germantown y Mount Airy, durante los primeros 13 años de su vida. Hunt declaró a The Philadelphia Inquirer que recuerda Filadelfia con cariño, en particular los "Philadelphia steak sandwiches y los chicos malos de la cancha de baloncesto".
La madre de Hunt, Inez, fue su principal cuidadora y trabajaba como bibliotecaria en una biblioteca local. El padre de Hunt, Blaire Theodore Hunt Jr., fue uno de los primeros psiquiatras negros de Estados Unidos, pero no vivía con Hunt; cuando ella tenía 15 años, descubrió que se había suicidado tres años antes. Hunt fue criada por su madre, su tía y su abuela. Hunt describió a su madre como "extremadamente inteligente y preocupada por la educación", a su tía como "extremadamente católica pero muy glamurosa" y a su abuela como una mujer sureña independiente "extremadamente agresiva... y dura".
Hunt atribuye a la experiencia de haber sido pobre el haberle enseñado a no ser materialista. Su familia daba mucha importancia al rendimiento académico, y Hunt sacaba muy buenas notas en el colegio. En 1960, la familia se mudó a Kensington, California, que Hunt sigue considerando su hogar, para que su hermano y su hermana pudieran asistir al Oakland High School y prepararse para entrar en la Universidad de California, Berkeley. Hunt también fue a Berkeley, en 1964, donde se unió a Jerry Rubin en las marchas de protesta contra la guerra de Vietnam. En su libro Undefeated, recuerda que durante su estancia en Berkeley "participaban en el Movimiento por la Libertad de Expresión, fumaban marihuana, experimentaban con ácido, hacían cola para asistir a cursos de filosofía oriental, se atrevían a convivir y iban a bailar a San Francisco."

## Mudanza a Londres
En febrero de 1966, Hunt reservó un vuelo para un breve viaje a Londres, donde fue detenida temporalmente antes de que un compañero de detención le diera los datos de contacto de varias personas, entre ellas John Shepherd, que trabajaba en el programa de televisión Ready Steady Go!. A través de Shepherd, conoció a Kenny Lynch y luego apareció como extra en la película Blow-Up, de Michelangelo Antonioni. Hunt ha dicho que en el Londres de los años 60 "todo parecía posible."
Vivió brevemente en Edimburgo, Escocia, antes de regresar a Londres, donde se convirtió en corista del trío Free at Last, de Alexis Korner. Entonces conoció al músico John Mayall y mantuvo una breve relación con él, lo que inspiró las canciones de Mayall "Marsha's Mood" y "Brown Sugar", incluidas en su álbum de 1967, The Blues Alone. Aunque Hunt afirma que no tenía un gran talento musical, trabajó como cantante durante 18 meses después de llegar a Inglaterra, con la intención de ganarse el billete de vuelta a casa.

### Matrimonio con Mike Ratledge
A finales de 1966, Hunt conoció a Mike Ratledge, de Soft Machine. Hunt tenía problemas para conseguir una prórroga de su visado para permanecer en Inglaterra y le propuso matrimonio a Ratledge. Ratledge y Hunt se casaron el 15 de abril de 1967. Soft Machine tenía una agenda muy apretada y no hubo tiempo para una luna de miel, pero Ratledge y Hunt pasaron dos meses juntos antes de que la banda se marchara a Francia a finales de ese año. Hunt dijo en 1991 que ella y Ratledge nunca se cogieron de la mano ni se besaron, aunque "... él viene por Pascua. Pero eso es lo que llamamos 'casados'." Aunque los dos siguen siendo buenos amigos, Hunt dice que el secreto de un matrimonio feliz es "separarse inmediatamente." En su 40 aniversario de boda, Hunt llamó a Ratledge y le dijo en tono de broma, "Deberíamos renovar nuestros votos." Ratledge falleció el 5 de febrero de 2025.

### Carrera musical
Tras su matrimonio en 1967, Hunt aceptó un trabajo como cantante en la banda Bluesology de Long John Baldry, junto al teclista Reg Dwight, que pronto sería conocido como Elton John. También hizo una audición para la banda Soft Machine de Ratledge y, en 1968, se unió brevemente al grupo The Ferris Wheel.
Ese mismo año, Hunt alcanzó la fama nacional en Inglaterra cuando interpretó el papel de Dionne en el musical rock Hair, un éxito de taquilla en los escenarios londinenses. Hunt solo tenía dos líneas de diálogo en Hair, pero atrajo mucha atención de los medios y su foto apareció en muchos periódicos y revistas. Su fotografía fue utilizada en el cartel y el programa de la producción original de Londres, fotografiada por Justin de Villeneuve. Su foto de 1968 también sustituyó a la portada original del LP cuando Reader's Digest reeditó el LP en Europa en 1976. Hunt afirma que el papel le venía como anillo al dedo y expresaba quién era ella en realidad. Era una de las tres estadounidenses que participaban en el espectáculo de Londres y, cuando este comenzó, no tenía contrato para actuar. Una vez que se estrenó el espectáculo, apareció en tantas historias que le ofrecieron un contrato de inmediato.
Hunt tocó en los festivales de música Jazz Bilzen e Isla de Wight en agosto de 1969 con su banda de acompañamiento "White Trash". El primer sencillo de Hunt, una versión de "Walk on Gilded Splinters" de Dr John, producido por Tony Visconti, fue lanzado por Track Records en 1969 y se convirtió en un éxito menor. En 1971 le siguió un álbum, Woman Child (también producido por Tony Visconti) (lanzado en Alemania con el título Desdemona). En mayo de 1977 se lanzó en Alemania un álbum con canciones disco titulado Marsha. Fue grabado en los Musicland Studios de Múnich y producido por Pete Belotte (coproductor junto con Giorgio Moroder de muchos álbumes de Donna Summer).
Hunt conoció a Marc Bolan en 1969 cuando fue al estudio donde el grupo de Bolan estaba grabando "Unicorn". Tony Visconti dijo que cuando Bolan y Hunt se conocieron, «se podían ver los rayos de luz que salían de sus ojos y se fundían entre sí... Terminamos la sesión inusualmente temprano, y Marc y Marsha salieron a la noche de la mano." Según Hunt, la relación entre los dos se basaba en algo más que la atracción física, aunque también recordaba que su visibilidad comercial la ponía en oposición a la filosofía de Bolan de que «el arte serio de la música... se validaba por el anonimato."
En 1971, tras el nacimiento de su hija Karis, apareció durante un tiempo en el musical Catch My Soul y actuó junto a Peter Cushing y Christopher Lee en la película Dracula A.D. 1972. Firmó un contrato discográfico con Phonogram Records y lideró su propia banda, 22, que la discográfica insistió en promocionar como "Marsha Hunt's 22". La banda incluía al guitarrista Hugh Burns, con quien Hunt vivió durante tres años. La banda realizó una gira, lanzó dos sencillos, "Medusa" y "(Oh No! Not) The Beast Day", y grabó una serie de maquetas de canciones escritas en su mayoría por Hunt. Estas se publicaron más tarde en Alemania y Polonia como un álbum, Attention! Marsha Hunt, aunque Hunt no supo de su lanzamiento hasta 2020. La banda 22 se separó después de que les robaran el equipo y la hija de Hunt enfermara.
A partir de 1973, Hunt copresentó con Sarah Ward un popular programa de radio nocturno, Sarah. Marsha and Friends, en la Capital Radio de Londres. También en 1973, como miembro de un panel organizado por la revista británica Melody Maker para debatir sobre las mujeres en la música y las opciones disponibles para las mujeres negras, Hunt sugirió que las mujeres negras debían aprovechar la "puerta trasera" de la industria, entrando como "representantes legales" antes de poder hacer música en sus propios términos.
En 1976, lanzó dos sencillos de funk-pop producidos por Steve Rowland y, al año siguiente, publicó un álbum, Marsha, producido por Pete Bellotte, que más tarde describió como "una desviación musical que no tenía nada que ver con mis propios gustos". A finales de la década de 1970 se mudó a Los Ángeles y lideró una banda influenciada por el punk rock, Marsha & The Vendettas. Desde allí, se trasladó a Australia y grabó un sencillo, "Pleasure Zone", escrito con David Dundas y producido por Ricky Fataar.

### Modelaje
Tres meses después del estreno de Hair, Hunt apareció en la portada de la revista británica de alta costura Queen, convirtiéndose en la primera modelo negra en aparecer en su portada. En 1968, Hunt posó desnuda para el fotógrafo Patrick Lichfield tras la noche del estreno de Hair y la foto apareció en la portada de la edición de enero de 1969 de la revista británica Vogue. Casi 40 años después, Hunt volvió a posar desnuda para Lichfield, recreando la pose de su portada de Vogue cinco semanas después de que le extirparan el pecho derecho y los ganglios linfáticos para detener la propagación del cáncer. La foto apareció en la portada de su libro de 2005 Undefeated, sobre su lucha contra el cáncer. Le gustó trabajar con el fotógrafo en circunstancias tan diferentes, aunque en su autobiografía expresó su confusión sobre por qué la foto se ha reimpreso tan a menudo. Hunt también ha sido fotografiada por Lewis Morley y Horace Ové.

### Relación con Mick Jagger
Hunt dijo que conoció a Mick Jagger en 1969, cuando los Rolling Stones le pidieron que posara para un anuncio de "Honky Tonk Women", a lo que ella se negó porque "no quería parecer como si todos los Rolling Stones se hubieran aprovechado de ella." Jagger la llamó más tarde y comenzó su aventura amorosa, que duró nueve o diez meses. Según el libro de Christopher Sanford Mick Jagger: Rebel Knight, Hunt le dijo al periodista Frankie McGowan que la timidez y la torpeza de Jagger la conquistaron, pero que su relación se desarrolló principalmente en privado porque sus círculos sociales eran muy diferentes. Según Tony Sánchez en Up and Down with the Rolling Stones, Jagger consideró proponerle matrimonio a Hunt, pero no lo hizo porque no creía que la amara lo suficiente como para pasar el resto de su vida con ella, mientras que Hunt, por su parte, no creía que fueran lo suficientemente compatibles como para convivir satisfactoriamente. La relación terminó en junio de 1970, cuando Hunt estaba embarazada del primer hijo de Jagger, Karis. Según Hunt, la pareja planeó tener un hijo, pero nunca tuvo la intención de vivir juntos y ambos acordaron que Jagger sería un "padre ausente". El 4 de noviembre de 1970, Karis nació en Londres. Es la única hija de Hunt.
En 1973, cuando Karis tenía dos años, Hunt solicitó a los tribunales de Londres una orden de filiación contra Jagger y finalmente llegaron a un acuerdo extrajudicial. Jagger calificó la demanda de "ridícula". Aceptó crear un fondo fiduciario para Karis hasta que cumpliera 21 años, pero se le permitió negar su paternidad oficialmente. En 1978, Hunt presentó una demanda de paternidad en Los Ángeles en la que pedía 580 dólares a la semana. En ese momento, Hunt estaba desempleada y recibía ayudas sociales de Aid to Dependent Children. En 1979, Hunt ganó la demanda de paternidad, diciendo que solo quería "poder decirle a mi hija, cuando cumpla 21 años, que no permití que su padre descuidara sus responsabilidades". Jagger se acercó más a Karis cuando ella tenía 11 años, tanto legal como económicamente y a nivel personal. Pagó su educación en un colegio privado y en la Universidad de Yale, y la contrató en la infraestructura de los Rolling Stones como investigadora para el documental 25×5: the Continuing Adventures of the Rolling Stones. Jagger la llevó de vacaciones con su familia cuando era adolescente, asistió a su graduación en la Universidad de Yale y a su boda en 2000, y estuvo en el hospital cuando nació su hijo en 2004. En 1991, Hunt indicó que dejó la puerta abierta para que Jagger volviera con su hija y admiró el hecho de que lo hiciera. En diciembre de 2012, Hunt vendió una serie de cartas de amor que le escribió Mick Jagger en el verano de 1969. Las cartas fueron vendidas por Sotheby's de Londres por 182 250 libras esterlinas (301 000 dólares).

### "Brown Sugar"
Christopher Sanford escribe en su libro Mick Jagger que cuando los Rolling Stones lanzaron la canción "Brown Sugar" hubo una especulación inmediata de que se refería a Hunt o a la cantante soul Claudia Lennear. En su autobiografía, Real Life (1985), Hunt reconoció que "Brown Sugar" y algunas otras canciones son sobre ella, lo cual reiteró en su libro Undefeated (2006). Cuando se le pidió a Hunt una entrevista con el Irish Times en 2008 cómo se sentía sobre la canción, ella dijo: "no me hace sentir de ninguna manera." Sin embargo, el bajista de los Rolling Stones Bill Wyman declaró en su libro, Rolling With The Stones (2002), que las letras fueron parcialmente inspiradas por Lennear. En 2014, Lennear dijo a The Times que la canción es sobre ella porque estaba saliendo con Jagger cuando él lo escribió. Hunt también fue el titular dedicatee Marsha en la canción de Robert Wyatt "To Carla, Marsha and Caroline (For Making Everything Beautifuller)" de su álbum The End of an Ear.

## Escritura

### Autobiografía
Hunt comenzó a escribir en 1985, y su primer libro fue su autobiografía, Real Life: The Story of a Survivor (1986). En 1996, publicó su segunda autobiografía, Repossessing Ernestine: A Granddaughter Uncovers the Secret History of Her American Family, sobre la búsqueda de su abuela paterna que estuvo en un asilo durante casi 50 años. En 2005, Hunt publicó sus memorias sobre su batalla contra el cáncer, Undefeated.

### Novelista
En 1990, Hunt publicó su primera novela, Joy, sobre una mujer que creció para unirse a un grupo de canto que recuerda a The Supremes antes de morir prematuramente. Escribió Joy mientras viajaba por Inglaterra con un grupo que interpretaba Othello. La segunda novela de Hunt, Free, publicada en 1992, cuenta la historia de los esclavos liberados y sus hijos que vivían en Germantown, Pensilvania, en 1913. Su novela Like Venus Fading (1998) está inspirada en las vidas de Adelaide Hall, conocida como la "Venus ligeramente curtida", Josephine Baker y Dorothy Dandridge.
Hunt escribió sus primeros cuatro libros mientras vivía aislada en un refugio remoto en Francia llamado La montagne.

### Editora
En 1999, Hunt buscó un trabajo como escritor residente en la prisión de Mountjoy en Dublín y más tarde recopiló escritos seleccionados de los prisioneros y editó The Junk Yard: Voices From An Irish Prison. El libro contiene 15 historias divididas en cinco secciones: Infancia, Vida familiar, La partitura, Vida criminal y Vida carcelaria. Se convirtió en un éxito de ventas número uno en Irlanda en 1999.

### Activista
En 1995, Hunt creó el Saga Prize para descubrir nuevos talentos literarios negros de origen británico y reconocer la literatura que surge de las experiencias de los británicos negros indígenas. Concedido a "la mejor novela no publicada por un escritor nacido en Gran Bretaña o la República de Irlanda que tiene un antepasado negro africano", el premio, mientras que atraía críticas de la Commission for Racial Equality, corrió durante cuatro años hasta 1998. Entre los ganadores figuran Diran Adebayo y Joanna Traynor.
Durante el Edinburgh International Book Festival en 1997, Hunt organizó una protesta de una sola mujer, piqueando en Charlotte Square sobre la "mala administración" del festival. La directora del festival fue despedida tras su protesta.

### Otros proyectos
En 2005, Hunt declaró que estaba escribiendo un libro sobre Jimi Hendrix que considera su trabajo de vida. Ella indicó que nadie vivo puede compartir su perspectiva sobre el asunto, "porque él y yo compartimos algo – los estadounidenses negros que vinieron a Londres fueron transformados y reempaquetados para los Estados Unidos, aunque nunca tuve éxito allí y él lo hizo."

## Actuación

### Teatro
En 1971, Hunt interpretó a Bianca en Catch My Soul, la versión escénica de rock and roll de Othello producida por Jack Good. En 1973, escribió, produjo y dirigió un nuevo espectáculo londinense titulado Man to Woman. La música del espectáculo fue lanzado en vinilo en 1982 por Virgin Records, con voces de Robert Wyatt. En 1975, Hunt apareció como Sabina en The Skin of Our Teeth. En 1991, Hunt interpretó a la enfermera Logan en el estreno mundial de The Ride Down Mount Morgan de Arthur Miller en el Wyndham’s Theatre de Londres. Hunt se convirtió en miembro del National Theatre y de la Royal Shakespeare Company.
En 1994, Hunt interpretó una obra de una sola mujer en Escocia en el Edinburgh Festival interpretando a Baby Palatine, una mujer de 60 años que se convierte en la maestra de vestuario de un grupo pop femenino. La obra está basada en la novela de 1990 de Hunt, Joy, y fue dirigida por la hija de Hunt, Karis Jagger.

### Cine
La carrera cinematográfica de Hunt incluyó apariciones en Dracula A.D. 1972 (1972), Britannia Hospital (1982) dirigido por Lindsay Anderson, The Sender (1982), Never Say Never Ever Again (1983), Howling II: Your Sister Is a Werewolf (1985) y Tank Malling (1989).

### Televisión
En 1988, Hunt interpretó a Elvi Rogers en The Play on One: Unreported Incident. En 1990, Hunt interpretó a Bianca en la producción televisiva de la BBC de Othello dirigida por Trevor Nunn.

### Documentales
En 1997, el documentalista irlandés Alan Gilsenan hizo God Bless America, con seis ciudades americanas vistas a través de los ojos de seis autores americanos. La participación de Hunt resultó en Marsha Hunt's Philadelphia. Según Gilsenan, Hunt atribuye el éxito de la democracia y el capitalismo estadounidenses al crimen de la esclavitud, que debe entenderse si Estados Unidos quiere tener paz. Hunt se enamoró de Gilsenan y se trasladó a las montañas de Wicklow, cerca de Dublín, donde en 1999 lo ayudó a luchar contra el cáncer de colon, basándose en sus propias experiencias con la enfermedad. A partir de 2008, Hunt y Gilsenan ya no tenían una relación.
Hunt fue el tema de un documental de ITV, Beating Breast Cancer, que se emitió el 26 de septiembre de 2005.

## Cáncer
A finales de 2004, Hunt fue diagnosticada con cáncer de mama y le dijeron que se operara para extirparle el pecho derecho y los ganglios linfáticos. Hunt aplazó el tratamiento durante cinco meses, lo que resultó en un cáncer de tercera etapa. Optó por someterse a una cirugía en Irlanda y se le practicó una mastectomía completa sin reconstrucción posterior Después de la operación, Hunt dijo que no lloraba la pérdida de su pecho, pero se sentía feliz de que el cáncer había sido eliminado. Más tarde describió la cicatriz de la cirugía como un recuerdo de lo que sobrevivió, y también se comparó a sí misma con una guerrera amazona.
Después de la mastectomía, contrajo el supervirus MRSA y tuvo que ser tratada con Zyvox. También recibió quimioterapia.
The Irish Independent informó el 27 de agosto de 2008 que Hunt se paró sobre una mesa en la apertura del Mater Private Hospital en Dublín para mostrar a todos que había sobrevivido al cáncer de mama en tercera etapa después de un tratamiento de quimioterapia, radiación y terapia con Herceptin en el hospital.

## Vida personal
En 2008, Hunt declaró que el mayor malentendido que la gente tiene sobre ella es que ella es rica, aunque se describe a sí misma como "rica en espíritu". Ella cree que la riqueza no es necesaria para la felicidad y afirma haber vivido la "vida de escribir" durante las últimas dos décadas. Disfruta de la soledad de vivir sola y de la libertad de ser soltera. Hunt ha vivido en Irlanda desde 1995. También es propietaria de una casa en el campo francés a unas 60 millas de París.

### Identidad propia
Cuando Hunt vino a vivir en Europa, descubrió que la gente allí la llamaba americana, no afroamericana o negra. Ella misma describe su color de piel como "roble con un toque de arce", y señala que "para las diversas razas que conozco—africanos, indios americanos, judíos alemanes e irlandeses—sólo se reconocía al africano." Hunt inventó su propia palabra para describirse a sí misma, basada en la palabra francesa melange (mezcla) y la palabra melanina: Melangian.
En 1991, Hunt declaró que la comunidad negra se inflige dolor a sí misma y también dijo que vivir en el extranjero durante la mayor parte de su vida la ha convertido en extranjera en los Estados Unidos. Ella dijo: "Tengo miedo de caminar por Harlem... más miedo que tú, porque si caminara por Harlem con los zapatos raros y el acento raro, me patearían el trasero más rápido que a ti. En cierto modo, yo soy el traidor."
Hunt se exhibe en el Museo Nacional de Historia y Cultura Afroamericana, un museo de la Institución Smithsonian en Washington D.C., que abrió sus puertas en 2016 en una ceremonia dirigida por el entonces presidente Barack Obama.